# 滝本美由紀
滝本 美由紀（たきもと みゆき、1975年7月8日 - ）は、日本の元女優。活動当時はキリンプロ大阪オフィスに所属していた。

## 出演

### テレビ番組
- 恋愛情報バラエティー・ウソか!?誠か!?（関西テレビ）
- 土曜はダメよ!（読売テレビ）

### CM
- タマホーム
- NTT DENPO 2006

### スチールモデル
- 松下電工